# ルネ・クレール賞
ルネ・クレール賞（Le prix René-Clair）は、フランスの国立学術団体アカデミー・フランセーズが授与する映画の賞である。映画監督のルネ・クレールの名を冠し、1994年に創設された。
毎年、優れた映画作品、特に脚本や台詞が優れた作品に対して与えられる賞であり、また、以下に示す1995年の例外を除いて、映画制作における全業績に対して与えられている。

## 受賞者一覧
アカデミー・フランセーズ公式ウェブサイト・ルネ・クレール賞参照。
- 1994年：アレクサンドル・アストリュック
- 1995年：
  - ロベール・ブレッソン
  - ピエール・ビヤール（フランス語版）、著書『フランス映画の古典時代 - トーキーからヌーヴェルヴァーグまで（L'âge classique du cinéma français: du cinéma parlant à la Nouvelle Vague）』（映画評論）に対して金メダル
  - ジャン＝ミシェル・フロドン（フランス語版）、著書『フランス映画の近代 - ヌーヴェルヴァーグから現在まで（l'Âge moderne du cinéma français. De la Nouvelle Vague à nos jours）』（映画評論）に対して金メダル
- 1996年：エドゥアール・モリナロ
- 1997年：ジャック・ロジエ
- 1998年：コスタ＝ガヴラス
- 1999年：ロマン・ポランスキー
- 2000年：パトリス・ルコント
- 2001年：アニエス・ジャウィ、ジャン＝ピエール・バクリ夫妻
- 2002年：アニエス・ヴァルダ
- 2003年：アンドレ・テシネ
- 2004年：アラン・コルノー
- 2005年：クロード・シャブロル
- 2009年：ベルトラン・タヴェルニエ
- 2010年：グザヴィエ・ジャノリ
- 2011年：ダニエル・トンプソン（フランス語版）
- 2012年：ブノワ・ジャコ
- 2013年：フィリップ・ル・ゲイ（フランス語版）
- 2014年：ロベール・ゲディギャン
- 2015年：ジャック・ペラン
- 2016年：アンヌ・フォンテーヌ
- 2017年：ステファヌ・ブリゼ
- 2018年：ブリュノ・デュモン
- 2019年：ヴァレリア・ブルーニ・テデスキ